# Горбачов Юрій Іванович
Горбачов Юрій Іванович (7 червня 1963, Київ — 11 червня 2019, Боярка) — український художник аквареліст, член спілки кримських художників.

## Біографія
Народився Юрійу 1963 році в Києві в сім'ї нащадків художників. Дід — художник-живописець Матіас Гербачек — був репресований в 1934 році. Батько — Горбачов Іван Матвійович — художник-декоратор, 40 років віддав кіностудії ім. Олександра Довженка, учасник багатьох художніх виставок в жанрі пейзажу. Майбутній художник ще з дитинства любив малювати. Закінчив Київський інженерно-будівельний інститут (КІБІ), тепер Київський національний університет будівництва та архітектури (КНУБА), архітектор. За професією працював більше ніж 10 років в проєктних інститутах Києва і продовжував творити.
З початку 90-х років займається виключно акварельним живописом, більшу частину року працював на пленері у Східному Криму.
Роботи знаходяться в приватних колекціях, як в Україні, так і за її межами в США, Німеччині, Ізраїлі, Великій Британії, Італії, Росії, Англії, Австралії та Китаї.

## Виставки
Роботи експонуються в багатьох музеях України: музей Айвазовського і музей Олександра Гріна (м. Феодосія), музей Верещагіна (м. Миколаїв), Хмельницькому художньому музеї, в Центральному будинку художника (м. Київ) — більше ніж 10 виставок, в приміщенні Кабінету Міністрів України (м. Київ) та в Будинку вчених (м. Київ).

## Вшанування пам'яті
Іменем Юрія Горбачова названо вулицю в м.Боярка.